# Rifet Bahtijaragić
Rifet Bahtijaragić (Bosanski Petrovac, BiH, 7. siječnja 1946.) bosanskohercegovački i kanadski pisac.

## Životopis
Rifet Bahtijaragić završio je osnovnu i srednju školu Bosanskom Petrovcu, a Filozofski fakultet u Sarajevu gdje je i proveo svoje prve radne godine u bosanskohercegovačkom dnevnom listu "Oslobođenje". 1971. seli s obitelji u Bihać, gdje radi kao novinar, profesor i gospodarstvenik. 
Rad u privredi započinje u područnom uredu Privredne banke Sarajevo, koja ga 1976. šalje u Pariz na mjesto rukovodioca svog ureda za frankofonske zemlje. Nakon povratka u Bihać 1980. godine, radi za istu banku, a zatim i u Prehrambenom Kombinatu "Krajina". Tu osniva Internu banku Kombinata "Krajina", a potom i Regionalnu trgovačku kuću. Pred sam rat u Bosni i Hercegovini osniva tvrtku za domaću i vanjsku trgovinu "New Trade" u Bosanskom Petrovcu.
Početkom rata u Bosni i Hercegovini osniva Građanski forum u svom kraju i pokušava smiriti situaciju. Građanski forum doživljava politički krah, a Bahtijaragićevo djelovanje uzrokuje odluku o eliminaciji donesenu od Srpskog kriznog štaba Bosanskog Petrovca u lipnju 1992. Preko Hrvatske dolazi u Stuttgart, gdje ostaje i radi sljedeće dvije godine. 1994. Bahtijaragić s obitelj imigrira u Kanadu.
Živi i radi u Vancouveru, Kanada.

## Djela
- "Skice za cikluse", poezija, Sarajevo, 1972.
- "Urija", poezija, Beograd, 1982.
- "Krv u očima", roman, Wuppertal, Njemačka, 1996.
- "Bosanski bumerang", roman, Tuzla, 2001.
- "Oči u hladnom nebu - Eyes to the Cold Sky", poezija, Tuzla, 2004.
- "Tragovi - Poezija i niti poetske impresije", Tuzla, 2008.